# Chick Publications
Chick Publications ist ein US-amerikanischer Verlag, der von Jack T. Chick (1924–2016) betrieben wurde. Chick produziert und vertreibt evangelikale Traktate, DVDs, VCDs, Videokassetten, Bücher und Poster. Die bekanntesten Produkte sind die Chick tracts, kurze Comics, die in vielen Sprachen erscheinen. Obwohl einige Comics Ansichten wiedergeben, die in der Theologie allgemein anerkannt sind, wie etwa die Lehre von der Menschwerdung Gottes, sind etliche stark kontrovers. Vor allem ist Chick für seine dezidiert antikatholische Einstellung und die Verbreitung damit verbundener Verschwörungstheorien bekannt, die Gegenstand von allein zwanzig Traktaten und etlichen Comic-Büchern sind. Unter anderem beschuldigt Chick die katholische Kirche als vom Teufel geleitet mit der Gründung des Islam als Scheinreligion, und die Unterstützung oder gar Erschaffung von Nationalsozialismus, Kommunismus und Freimaurerei. Weitere häufige Themen sind die Irreführung des Menschen durch Dämonen und andere Religionen, Errettung vor der Hölle unabhängig von guten Taten nur durch Anerkennung von Jesus Christus als Erlöser, Kreationismus und damit verbunden Widerlegung der Evolutionstheorie im Speziellen und Wissenschaft im Allgemeinen, und die Verdammung durch Homosexualität.
Chick Publications hat seinen Firmensitz in Ontario (Kalifornien). Die meisten Comictraktate und einige Ausschnitte aus längeren Comics können kostenlos auf der Chick-Website gelesen werden. Einige der besonders umstrittenen Ausgaben sind allerdings nicht abrufbar. Viele ältere Comics werden nicht mehr gedruckt, doch Chick Publications lässt diese bei einer großen Bestellung von meist 10.000 Exemplaren neu auflegen.

## Chick tracts
Die Comics behandeln Themen wie die letzten Dinge oder sie beschreiben einen Konflikt zwischen einem Christen und einem Nicht-Christen, um eine Botschaft zu übermitteln. Viele Chick-Traktate enden mit einer Bekehrung oder einer Konversion. Ebenfalls enthalten sind Empfehlungen für eine christliche Lebensführung. Die meisten Comics enden mit einem Vorschlag für ein Gebet, das der Leser sprechen soll, um Christus als Erlöser anzunehmen. In Publikationen, die als Agitation gegen den Katholizismus (etwa Are Roman Catholics Christian?, The Death Cookie, Why Is Mary Crying?), den Hinduismus, den Buddhismus, den Islam oder auch die Freimaurerei gedacht sind, enthält das Gebet eine entsprechende Wendung, den Lehren dieser Kirche oder dieser Religionen zu entsagen.
Viele seiner Comics zeichnete Jack Chick selbst, andere stammen aus der Feder von Fred Carter (letztere sind in der Regel graphisch anspruchsvoller gestaltet). Die Website des Verlags listet mehr als 150 Comictraktate. Alle können online gelesen werden, andere Materialien dagegen nur ausschnittsweise. Laut eigenen Angaben wurden einige davon in nahezu 100 Sprachen übersetzt und mehrere hundert Millionen Comics weltweit an Orten wie etwa Kirchen ausgelegt. Der am häufigsten verbreitete Comic, This Was Your Life (dt. Titel Das war dein Leben), ist nicht nur in vielen Sprachen erhältlich, sondern auch mit Protagonisten unterschiedlicher ethnischer Herkunft, z. B. afro-amerikanisch, chinesisch, koreanisch, thailändisch etc. Viele Comics sind auch in deutscher Sprache erschienen.

## Kontroversen
Das Catholic Answers Magazine führte diverse von Chick Publications verbreitete Verschwörungstheorien über Katholiken an, darunter die, die römisch-katholische Kirche habe Abraham Lincoln ermorden lassen und den Ku-Klux-Klan begründet. Später habe sie Hitler, Mussolini und Franco unterstützt, um unter Papst Pius XII. ein „tausendjähriges Reich“ errichten zu können. Der Name jedes Protestanten weltweit sei von der Glaubenskongregation in einem Computer im Vatikan gespeichert worden. Chicks Werke enthielten so viele Irrtümer, Halbwahrheiten und Missinterpretationen über die katholische Kirche, dass es schlichtweg nicht möglich sei, sie alle zu widerlegen. Eine gewissenhafte Widerlegung sämtlicher Behauptungen Chicks erfordere mehrere Bücher.
Unter anderem die Hindu American Foundation warf Chick Publications vor, Hasspropaganda gegen Hindus, Katholiken, Moslems und andere zu verbreiten, was aus Traktaten wie Last Rites – When this Catholic dies, he learns that his church couldn’t save him („Sterbesakramente – wenn dieser Katholik stirbt, wird er merken, dass seine Kirche ihn nicht retten konnte“), The Little Bride – protect children against being recruited as Muslims. Li’l Susy explains that only Jesus can save them („Die kleine Braut – schützt Kinder davor, zum Islam bekehrt zu werden. Die kleine Susy erklärt, dass nur Jesus sie retten kann“) und Allah Had No Son – The Allah of Islam is not the God of creation („Allah hatte keinen Sohn – der Allah des Islams ist nicht der Schöpfergott“) klar hervorgehe.
Die Website der Chick Publications ist in Singapur gesperrt, da ihre Propaganda einem gerichtlichen Urteil gegen mehrere Verteiler der Comics zufolge dazu geeignet sei, das Zusammenleben von Muslimen und Christen zu gefährden und Feindseligkeiten auszulösen.